# 사광

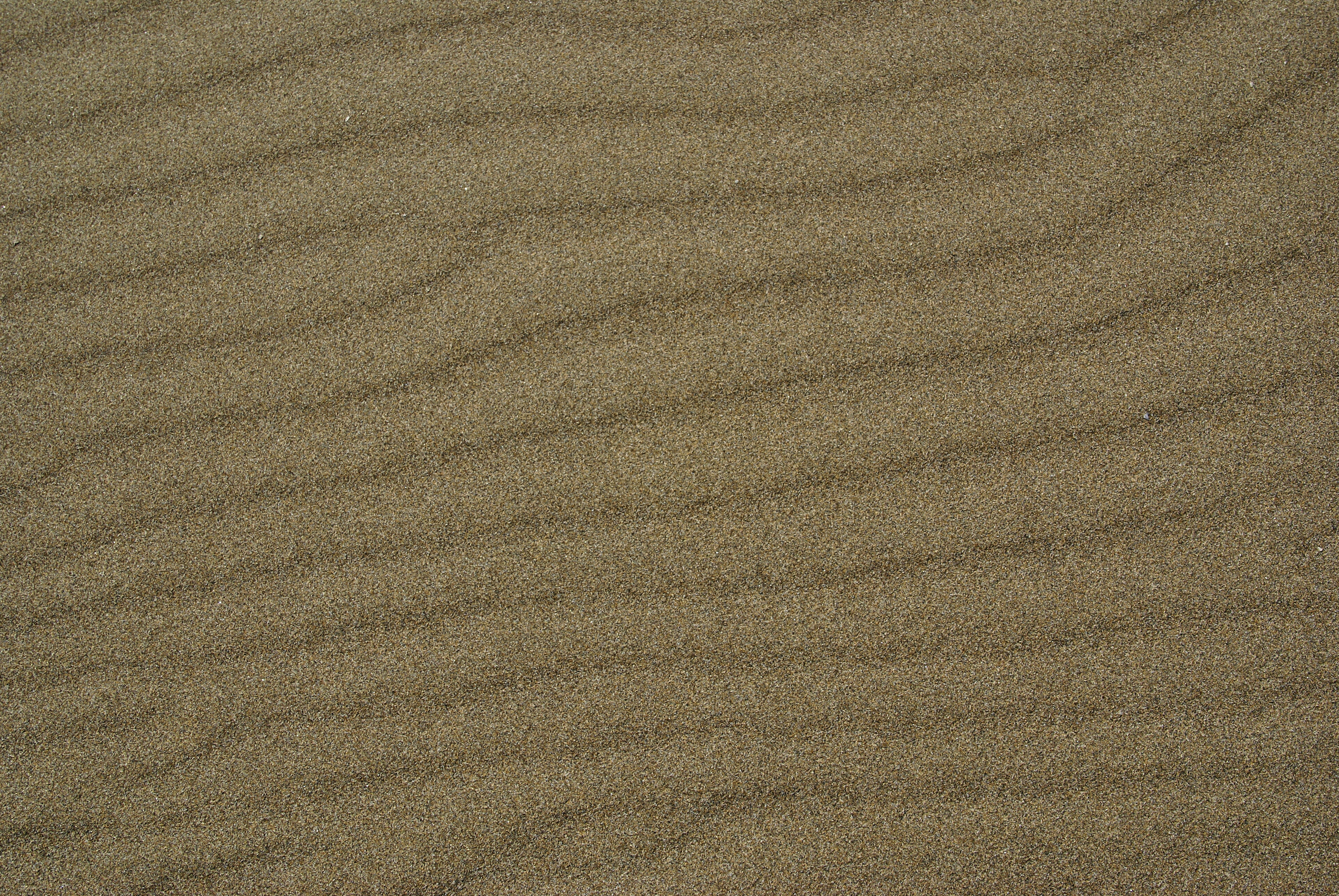

사광(砂鑛, Placer deposit)은 모래처럼 바스라져 산출되는 광석이다.
지질학에서 사광은 퇴적 과정에서 특정 근원 암석으로부터 중력 분리에 의해 형성된 귀중한 광물의 축적물이다. 사광의 영단어 placer deposit이라는 이름은 "충적 모래"를 의미하는 스페인어 단어 placer에서 유래되었다. 사광 채광(Placer mining)은 금의 중요한 원천이며 캘리포니아 골드러시를 포함한 많은 골드러시 초기에 사용된 주요 기술이었다.

## 같이 보기
- 블랙샌드
- 퇴적학